# 1907 în literatură
- 1906 în literatură — 1907 în literatură — 1908 în literatură

Anul 1907 în literatură a implicat o serie de noi cărți semnificative. 

## Cărți noi
- L. Frank Baum - Father Goose's Year Book
  - - Ozma of Oz
  - -  Aunt Jane's Nieces Abroad (ca "Edith Van Dyne")
  - - Policeman Bluejay (ca "Laura Bancroft")
- Arnold Bennett -The City of Pleasure
- André Billy - Benoni
- Mary Elizabeth Braddon - Dead Love Has Chains
- Joseph Conrad - The Secret Agent
- Charles Derennes - Le Peuple du Pôle
- Jeffery Farnol - My Lady Caprice
- E. M. Forster - The Longest Journey
- Elinor Glyn - Three Weeks
- William Dean Howells - Through the Eye of the Needle
- Liu E - Lao Ts'an yu-chi (Călătoriile lui Lao Ts'an)
- Arthur Machen - The Hill of Dreams
- Octave Mirbeau - La 628-E8
- Baroness Orczy  - Beau Brocade
  - The Tangled Skein
- Beatrix Potter - The Tale of Tom Kitten
- Upton Sinclair - The Overman
- Edith Wharton - Madame de Treymes
- Owen Wister - The Seven Ages of Washington
- P. G. Wodehouse - Not George Washington
- Harold Bell Wright - The Shepherd of the Hills

## Premii
- Premiul Nobel pentru Literatură: